# 硬脂酸乙酯
硬脂酸乙酯是一种有机化合物，分子式C20H40O2，可看作硬脂酸（十八酸）与乙醇形成的脂肪酸乙酯，常温常压下为白色固体，几乎不溶于水，能作为香料使用。